# Широкое (Николаевская область)
Широкое (укр. Широке) — посёлок в Снигирёвском районе Николаевской области Украины.
Население по переписи 2001 года составляло 779 человек. Почтовый индекс — 57324. Телефонный код — 51-62. Занимает площадь 0,06 км².

## История
В 1946 году указом ПВС УССР посёлок третьего отделения Снигирёвского зерносовхоза переименован в Широкий.

## Местный совет
57320, Николаевская обл., Снигирёвский р-н, с. Червоная Долина, ул. Мира, 26